# Gran Premi de Biscaia
El Gran Premi de Biscaia (en euskera Bizkaia Sari Nagusia, en castellà Gran Premio de Vizcaya) era una competició ciclista d'un sol dia que es disputava a Biscaia (País Basc). La cursa es creà el 1925 i es va disputar fins al 1977, amb certs anys de discontinuïtat. Ricardo Montero, Federico Ezquerra i Domingo Perurena, amb tres victòries cadascun, foren els ciclistes que més vegades guanyaren la cursa.

## Palmarès
| Any       | Vencedor               | Segon                       | Tercer                        |
| --------- | ---------------------- | --------------------------- | ----------------------------- |
| 1925      | Demetrio del Val       | Remigio Loroño              | Segundo Barruetabena          |
| 1926      | Ricardo Montero        | Feliciano Gómez             | Salvador Artaza               |
| 1927      | Ricardo Montero        | Josep Pons                  | Muç Miquel                    |
| 1929      | Jesús Dermit           | Francisco Cepeda            | Valeriano Riera               |
| 1930      | No disputat            |                             |                               |
| 1931      | Ricardo Montero        | Salvador Cardona            | Francisco Cepeda              |
| 1932      | Federico Ezquerra      | Ricardo Montero             | Salvador Cardona              |
| 1933      | Federico Ezquerra      | Eusebio Bastida             | Ricardo Ferrando              |
| 1934      | Luciano Montero        | Antonio Escuriet            | Fermín Trueba                 |
| 1935      | Federico Ezquerra      | Rafael Pou                  | Antonio Escuriet              |
| 1936-1939 | No disputat            |                             |                               |
| 1940      | Delio Rodríguez        | Fermín Trueba Pérez         | Antonio Martín                |
| 1941      | Delio Rodríguez        | Antonio Martín              | Jesús Dermit                  |
| 1942      | Martín Mancisidor      | Cipriano Aguirrezabal       | Jesús Dermit                  |
| 1943      | Julián Berrendero      | José Lahoz                  | Félix Vidaurreta              |
| 1944      | Delio Rodríguez        | Cipriano Aguirrezabal       | Vicente Carretero             |
| 1945      | Dalmacio Langarica     | Julián Berrendero           | Delio Rodríguez               |
| 1946      | José López Gándara     | Miquel Poblet               | Miguel Lizarazu               |
| 1947      | José López Gándara     | Juan Cruz Ganzarain         | Dalmacio Langarica            |
| 1948      | Hortensio Vidaurreta   | Félix Vidaurreta            | Francisco Michelena           |
| 1949      | Jesús Morales          | Félix Vidaurreta            | Julio San Emeterio            |
| 1950-1964 | No disputat            |                             |                               |
| 1965      | Italo Zilioli          | Valentín Uriona             | Francisco Gabica              |
| 1966      | José Pérez-Francés     | Esteban Martín Jiménez      | Joaquín Galera                |
| 1967      | Luis Pedro Santamarina | Antonio Gómez del Moral     | José Manuel López Rodríguez   |
| 1968      | José Antonio Momeñe    | Pedro María Ugarte          | Luis Pedro Santamarina        |
| 1969      | José Ignacio Ascasibar | Domingo Perurena            | Domingo Fernández Lorenzo     |
| 1970      | Jesús Manzaneque       | Enrique Sanchidrián         | Miguel María Lasa             |
| 1971      | Domingo Perurena       | Agustín Tamames             | Jesús Manzaneque              |
| 1972      | Domingo Perurena       | Santiago Lazcano            | Agustín Tamames               |
| 1973      | José Grande            | Antonio Menéndez            | José Antonio González Linares |
| 1974      | Antonio Menéndez       | Juan Zurano                 | Jesús Manzaneque              |
| 1975      | Domingo Perurena       | Ventura Díaz                | Santiago Lazcano              |
| 1976      | Joan Pujol             | Eulalio García Pereda       | Antonio Prieto Lozano         |
| 1977      | José Enrique Cima      | Luis-Alberto Ordiales Meana | Domingo Perurena              |